# Arnold Shultz
Arnold Shultz (* Februar 1886 im Ohio County, Kentucky; † April 1931 im Butler County, Kentucky), manchmal auch Schultz geschrieben, war ein US-amerikanischer Blues- und Old-Time-Musiker. Shultz wird ein großer Einfluss auf den Mandolinisten Bill Monroe sowie die Entwicklung des „thumb-style“ auf der Gitarre zugeschrieben.

## Leben
Shultz wurde 1886 als Sohn eines in Sklaverei geborenen schwarzen Arbeiters geboren. Sein Vater hatte den Nachnamen seines Besitzers angenommen. Shultz' gesamte Familie spielte Saiteninstrumente und reiste als musikalische Gruppe durch das Ohio County. Shultz lernte Fiddle und um 1900 auch Gitarre von seinem Onkel zu spielen. Jedoch beschränkte sich sein Repertoire nicht nur auf Blues, sondern erstreckte sich auch auf Old-Time Music, die Musik der weißen ländlichen Bevölkerung. Shultz‘ Cousin erinnerte sich daran, wie Shultz Stücke wie Waggoner und Old Hen Cackle auf der Fiddle spielte.
Shultz lebte vornehmlich im Ohio County, wo er 1923 in Rosine den jungen Bill Monroe traf. Shultz arbeitete zwischen 1923 und 1925 als Minenarbeiter in Rosine und lebte in einer kleinen Hütte an der Eisenbahnstrecke. Monroe war ein talentierter Junge, der gerade Mandoline und Gitarre gelernt hatte und mit seinem Onkel Uncle Pen Vandiver auf Square Dances spielte. Shultz machte Monroe die traditionelle afro-amerikanische Musik, die Work-Songs und den Blues zugänglich und beeinflusste ihn mit seinem Gitarrenspiel. Monroe erinnerte sich wie folgt daran: People loved Arnold so well all through Kentucky. If he was playing a guitar, they'd go gang up around him. Monroe begann mit Shultz aufzutreten und begleitete ihn auf der Gitarre. Der junge Monroe und Shultz freundeten sich schnell an: I used to listen to him talk and he would tell us about the contests that he had been in and how tough they was… I admired him that much that I never forgot alot of the things that he would say.
Eines Tages – ein exaktes Datum ist nicht bekannt – verließ Shultz Monroes Heimatstadt mit einem Zug und reiste zurück nach Hause. Er starb 1931. Auf seinem Grabstein in Morgantown steht geschrieben: He was famous for his guitar picking – dedicated to thumb picking and finger cording.
Arnold Shultz’ Leben ließ neben seinem Vermächtnis als Musiker auch einige Legenden zurück. So soll er auf Showboats, die auf dem Green River kreuzten, gespielt haben; er soll mit Louis Armstrong zusammen gespielt haben und am Ende seines Lebens soll er von einem eifersüchtigen weißen Musiker vergiftet worden sein. Jedoch sind keine dieser Aussagen belegt worden.

## Einfluss
Obwohl Shultz nie Aufnahmen machte, gilt er als einflussreicher Musiker. Neben Monroe beeinflusste Shultz auch den Gitarristen Ike Everly, Vater der Everly Brothers, sowie Mose Rager und durch diesen Merle Travis, einen der virtuosesten Gitarristen der Country-Musik. Shultz entwickelte einen Stil mit starken Basslinien, gleichzeitigem Akkordspiel und dem Zupfen einer Melodie. Heutzutage ist dieser Stil vor allem mit den Gitarristen Travis und Chet Atkins verbunden.